# 群馬県道159号持柏木寄居線
群馬県道159号持柏木寄居線（ぐんまけんどう159ごう もちかしわぎよりいせん）は、群馬県渋川市赤城町持柏木から同市内の北橘町下箱田の坂東橋東詰まで通じる群馬県道である。

## 概要
県道名には「持柏木」と記載されているが、持柏木の起点は通常それとわかる地点ではない。歴史的経緯からその起点は、国道353号と群馬県道151号津久田停車場前橋線の分岐点であり、ここから北橘町上南室交差点までは国道353号との重用区間である。
上南室交差点で南方に右折し、高度を下げ始めると、ここから沿線は民家や畑が多く、北橘地区から特に前橋方面に出るための重要な道路となっている。途中、北橘町の中心地である真壁地区では群馬県道34号渋川大胡線と短区間重用し、渋川市役所北橘総合支所（旧北橘村役場）や小中学校の近くを通る。
単独区間に戻ってほどなく、次には群馬県道156号分郷八崎寄居線と重用区間となり、終点まで重複する。終点の板東橋東詰交差点は前橋市と渋川市の両市街へ連なるポイントである。
「寄居」は渋川市北橘町下箱田地区のうち、坂東橋東詰の地域を指す小字名であり、同市寄居町とは関係ない。

### 路線データ
- 起点：渋川市赤城町持柏木746番[注釈 1]
- 終点：渋川市北橘町真壁2249番（国道291号交点〈阪東橋東交差点〉）[注釈 2]

## 歴史
- 1950年（昭和25年）9月29日　「溝呂木八木原停車場線」として群馬県道指定。
  - 起点は県道・溝呂木前橋線の起点である勢多郡横野村（当時。のち赤城村を経て渋川市）溝呂木でここから持柏木を経て上南室までを重用、現ルートを通り、更に国道9号（当時。現・国道17号）を共用して板東橋で利根川を西岸へ渡河し、渋川市半田で分岐して上越線八木原駅に到達していた。
  - 後年の津久田停車場前橋線南半分の前身である「溝呂木前橋線」は既に1938年に県道指定されており、上南室までの区間は最初から重用であった。
  - 当時、渋川大胡線も県道指定済、分郷八崎寄居線は長大県道路線の「片品前橋線」の一部で、多くの部分が当初から他の路線との重用であった。
- 1959年（昭和34年）9月18日：群馬県より現・道路法に基づき、県道持柏木寄居線（勢多郡赤城村大字持柏木 - 同郡北橘村大字真壁字寄居、整理番号142）が路線認定される[1]。
  - 群馬県道の再認定により、区間・名称を現行に変更・改称。
  - 同時に、前身路線にあたる県道溝呂木八木原停車場線（勢多郡赤城村大字溝呂木 - 渋川市 八木原停車場、整理番号52）が路線廃止される[2]。

## 交差する道路
- 国道353号
- 群馬県道151号津久田停車場前橋線 - 起点で接続するが、渋川市赤城町持柏木から前橋市富士見町山口まで国道353号と重複している。上南室交差点はその重複区間内にあるため、持柏木から上南室間は国道1路線、県道2路線の重用区間となる。
- 群馬県道34号渋川大胡線
- 群馬県道156号分郷八崎寄居線
- 国道291号（旧国道17号）